# Щ-322
«Щ-322» — советская дизель-электрическая торпедная подводная лодка времён Второй мировой войны, принадлежит к серии X проекта Щ — «Щука». Была в составе Балтийского флота.

## Служба
Советско-финская война — 3 боевых похода.
В ходе второго похода, 10 декабря 1939 года Щ-322 потопила немецкий пароход «Райнбек» (2804 брт).
Великая Отечественная война — 2 боевых похода.
Пропала без вести в ночь на 13 октября 1941г., подорвавшись на мине, западнее о. Осмуссаар. В июне 2010г. обнаружена на грунте в районе Палдиски на глубине 96 м.

## Командиры
- Капитан-лейтенант Полещук В. А.,
- капитан 3 ранга Ермилов В.А.